# فاليريو أندرونيك
فاليريو أندرونيتش (بالرومانية: Valeriu Andronic)‏ (مواليد 21 ديسمبر 1982 في كيشيناو) لاعب كرة قدم مولدوفي دولي يجيد اللعب في خط الوسط . يلعب حاليا لصالح نادي لوكوموتيف أستانا الكازاخستاني منذ 2010 .

## روابط خارجية
- فاليريو أندرونيك على موقع الاتحاد الدولي (مؤرشف)  (الإنجليزية)
- فاليريو أندرونيك على موقع اتحاد أوكرانيا (الإنجليزية)
- فاليريو أندرونيك على موقع قاعدة بيانات كرة القدم.إي يو (الإنجليزية)
- فاليريو أندرونيك على موقع ناشيونال فوتبول تيمز (الإنجليزية)
- فاليريو أندرونيك على موقع Soccerway.com (الإنجليزية)
- فاليريو أندرونيك على موقع كووورة